# Coprosma neglecta
Coprosma neglecta là một loài thực vật có hoa trong họ Thiến thảo. Loài này được Cheeseman mô tả khoa học đầu tiên năm 1911.